# Thần học Chính thống Đông Phương
Thần học Chính thống Đông phương là thần học đặc trưng của Giáo hội Chính thống giáo Đông phương. Nó bao gồm bởi thuyết Ba ngôi độc thần , niềm tin vào sự Nhập thể của Logos thần thánh hoặc Con một của Thiên Chúa, một sự cân bằng giữa thần học khẳng định với thần học phủ định, thông diễn theo Thánh truyền, một giáo hội công giáo, sự mạnh mẽ của con người , và coi sự cứu rỗi như như là trị liệu về mặt tâm linh.